# Хуцишвили, Давит
Давит Хуцишвили (груз. დავით ხუციშვილი, род. 19 октября 1990) — грузинский борец вольного стиля, призёр чемпионатов мира и Европы.

## Биография
Родился в 1990 году в Сагареджо. В 2007 году стал серебряным призёром первенства Европы среди кадетов. В 2009 году стал бронзовым призёром первенства Европы среди юниоров. В 2010 году выиграл первенства мира и Европы среди юниоров.
В 2011 году завоевал бронзовые медали чемпионатов мира и Европы. В 2012 году стал серебряным призёром чемпионата Европы, но на Олимпийских играх в Лондоне занял лишь 6-е место.